# Cathédrale Saint-Jean-Baptiste de Charleston
Cette  cathédrale n’est pas la seule cathédrale Saint-Jean-Baptiste.
La cathédrale Saint-Jean-Baptiste (en anglais : Cathedral of Saint John the Baptist) est l'église-mère du diocèse de Charleston en Caroline du Sud. Elle se trouve à Charleston et elle est dédiée à Jean le Baptiste.

## Histoire et description

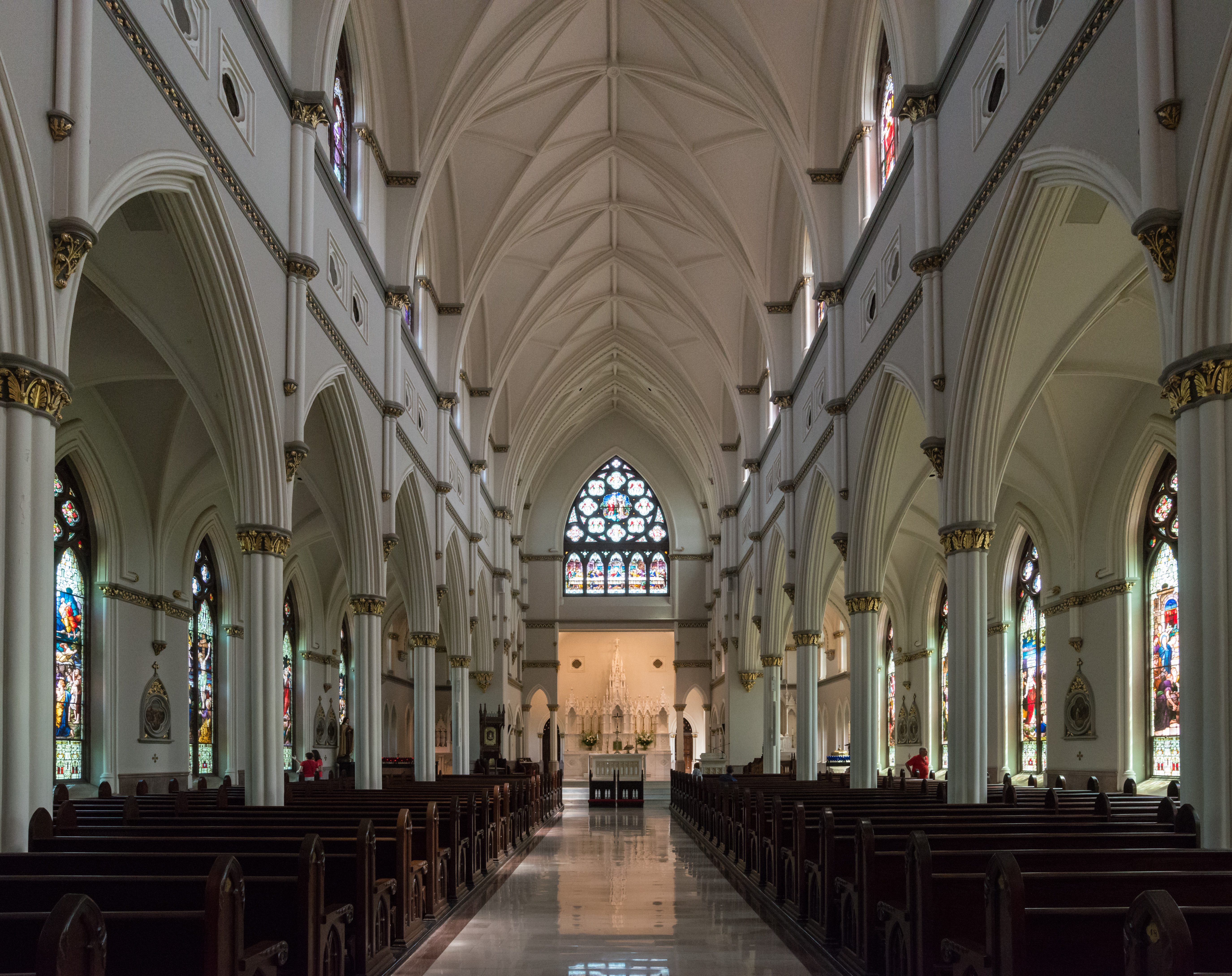
Intérieur de la cathédrale.

Une première cathédrale (dédiée à saint Jean et à saint Finbar) est bâtie en 1854, mais elle est détruite par un incendie en 1861. La nouvelle cathédrale construite par Patrick Keely en style néo-gothique sur les ruines de l'ancienne est dédiée à saint Jean-Baptiste. La première pierre est bénie en 1890 et elle est ouverte en 1907. La flèche ne peut être élevée à cause de manque de moyens financiers. Elle n'est érigée que cent trois ans plus tard et terminée le 25 mars (jour de l'Annonciation) 2010, recevant des cloches (bénies en octobre 2009 par Mgr Guglielmone) et son toit de cuivre couronné d'une croix celtique.
L'intérieur à la nef flanquée de bas-côtés se distingue par son décor néo-gothique, ses vitraux du fameux atelier munichois de Franz Mayer, son Chemin de croix peint à la main, une statue de la Vierge de Ferdinand Pettrich (en) (dite Vierge du Sud) dans la chapelle de la Vierge. Le mur derrière le maître-autel présente une grande baie avec en haut le baptême du Christ, entouré de lobes avec huit anges, l'Agneau de la Résurrection et le pélican, symbole de l'Eucharistie, et sur le registre du bas la Cène d'après Léonard de Vinci. Les restes de plusieurs évêques de Charleston reposent à la crypte.
La cathédrale est renommée pour ses grandes orgues (de la maison Skinner en 1906 et refait par la maison Bedient en 1986), et pour sa chorale.

## Galerie

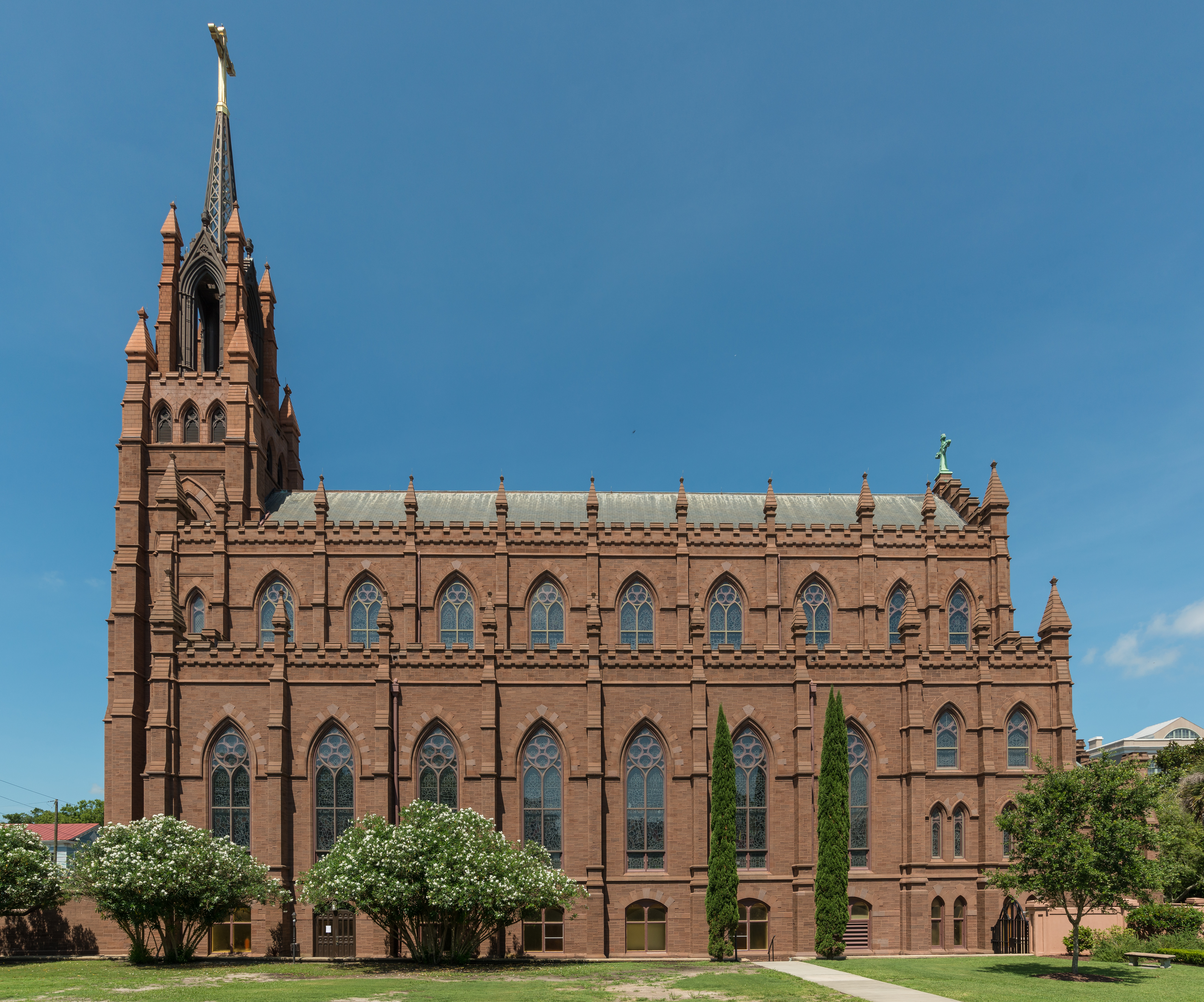
Façade latérale.
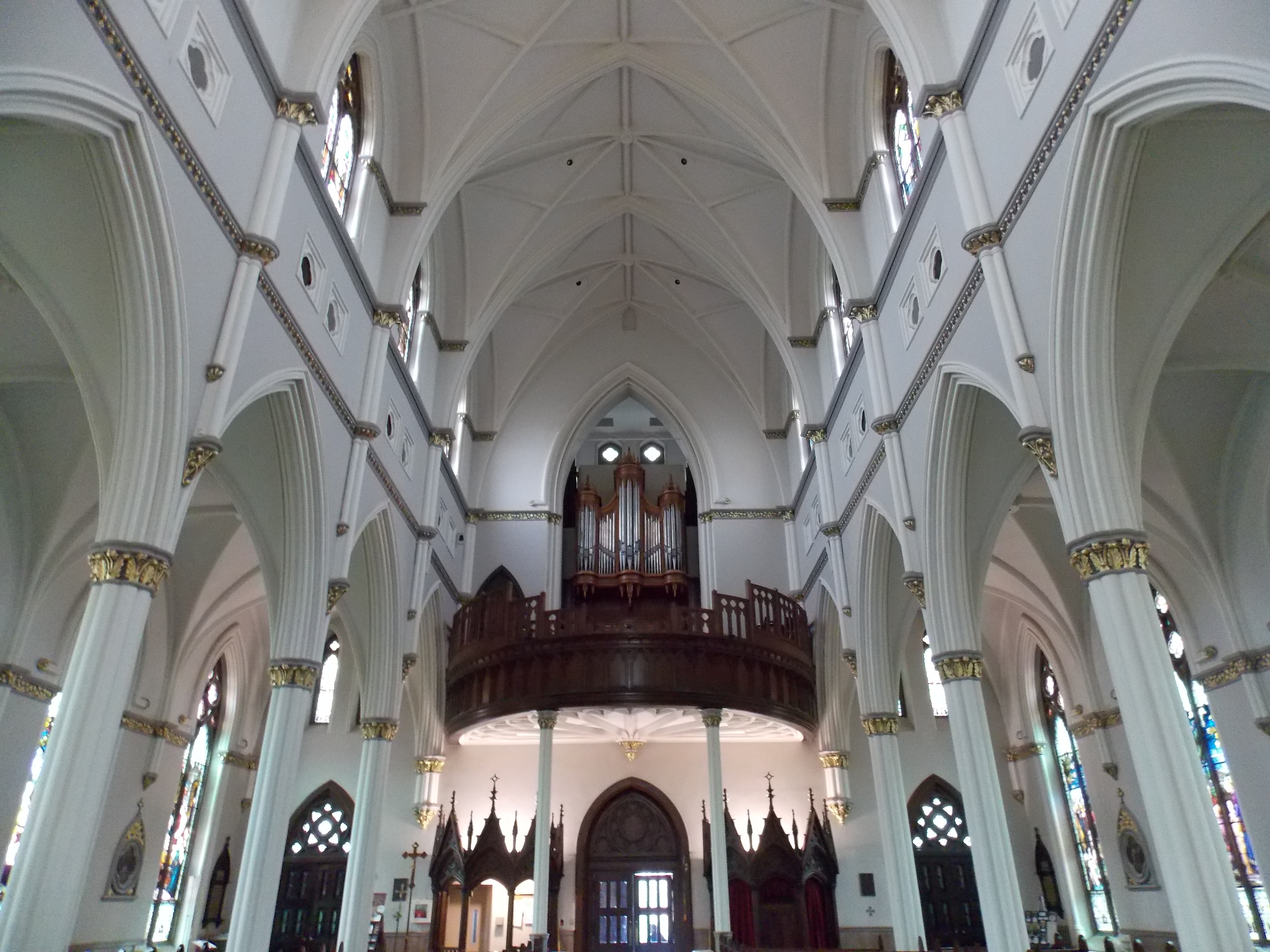
Orgue de tribune.

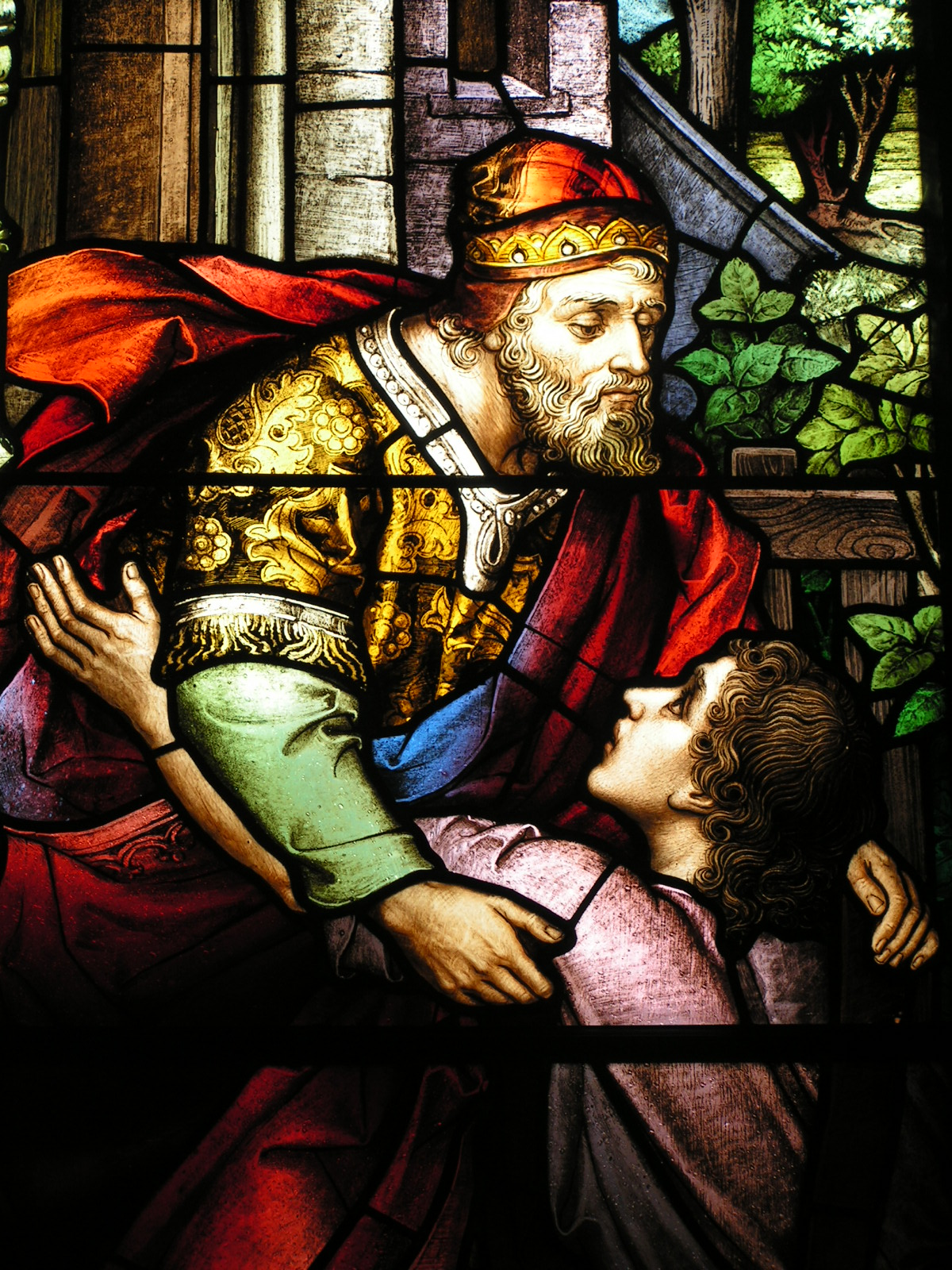
Détail d'un vitrail : Le Fils prodigue.
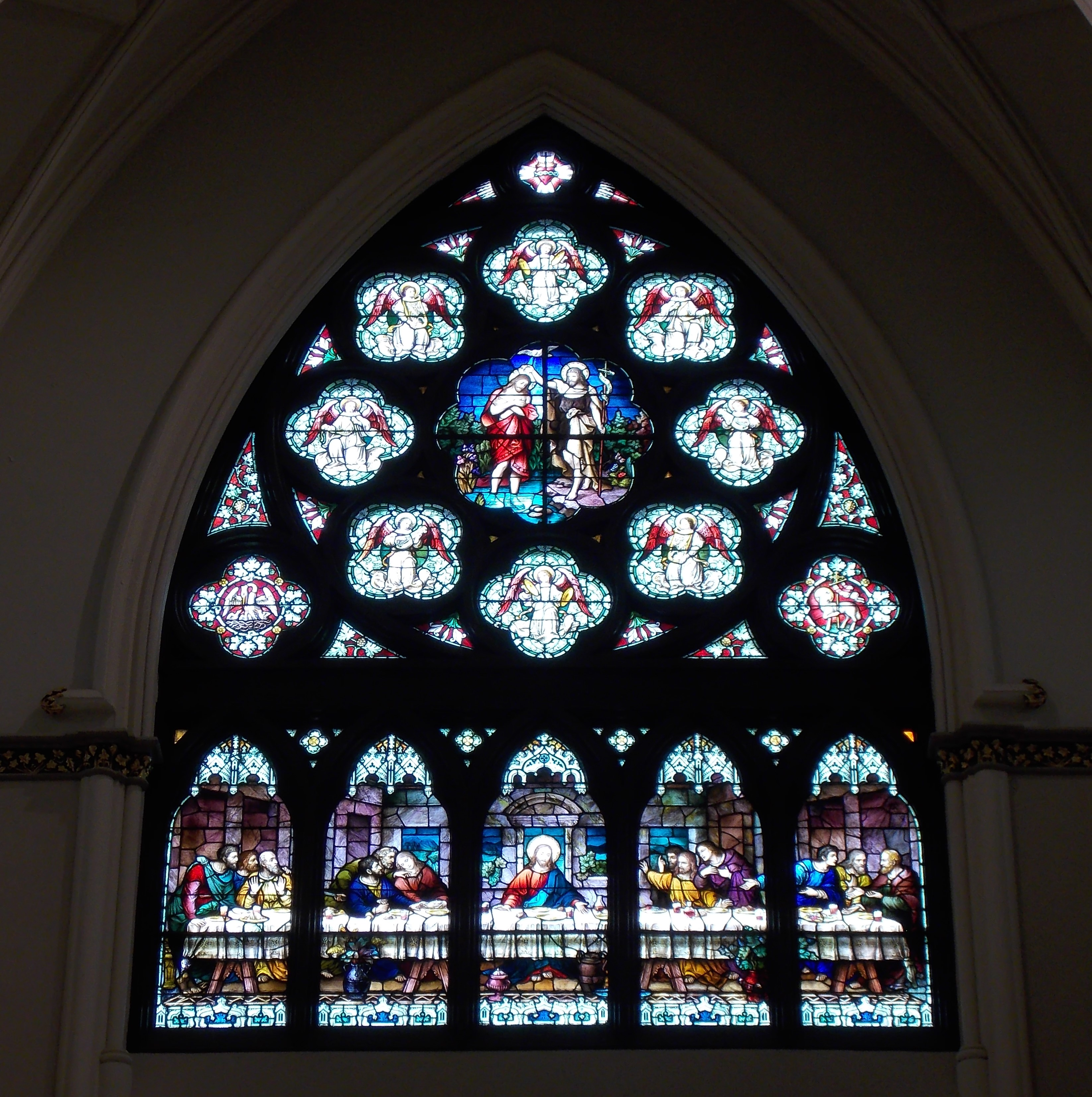
Baie du chœur.
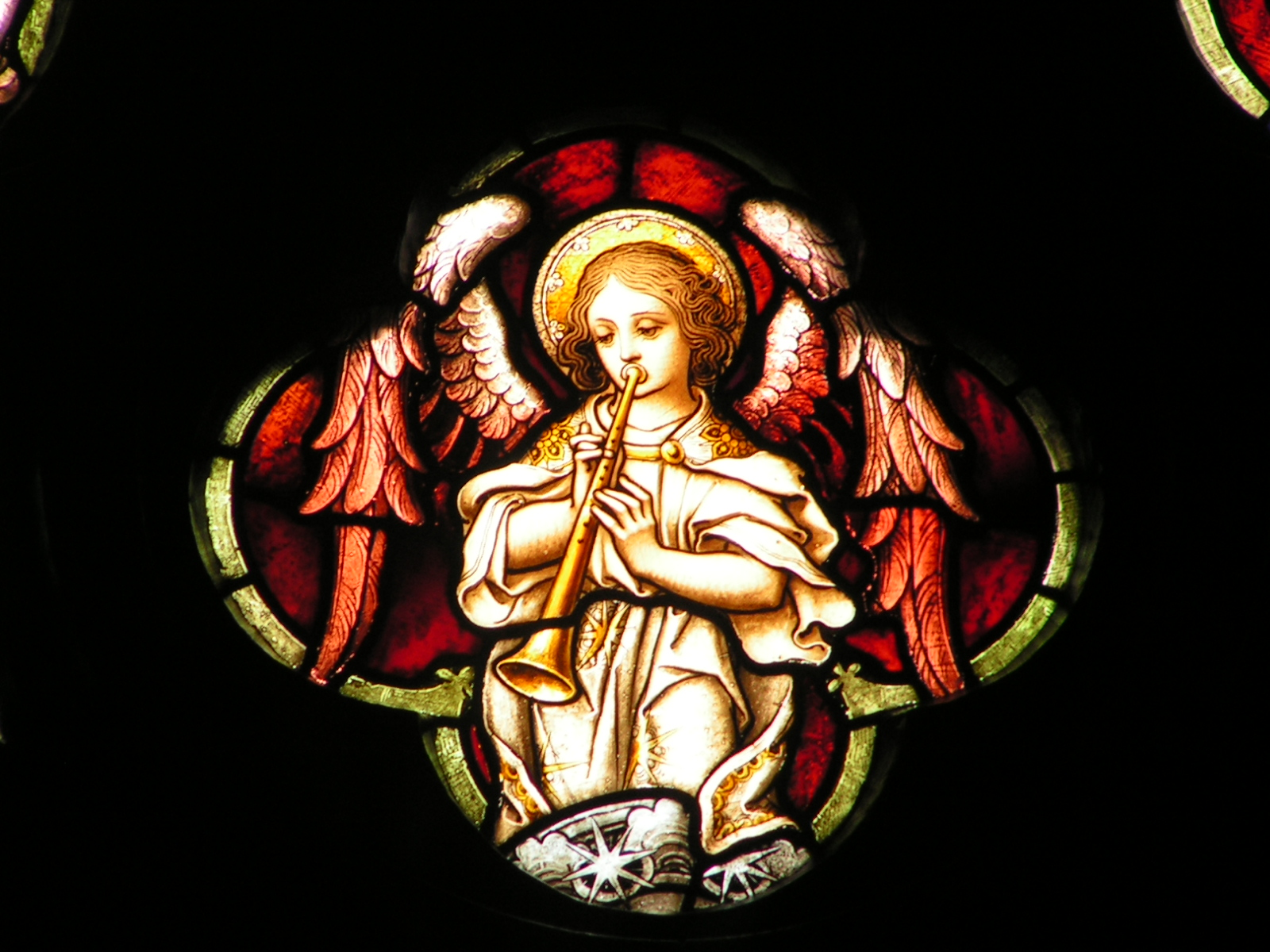
Détail d'un vitrail : Ange musicien.

### Articles liés
- Liste des cathédrales des États-Unis
- Église catholique aux États-Unis